# Valdiviodes ashworthi
Valdiviodes ashworthi – gatunek chrząszcza z rodziny kusakowatych i podrodziny kusaków, jedyny z monotypowego rodzaju Valdiviodes. Endemit chilijskich lasów walwidyjskich.

## Taksonomia
Rodzaj i gatunek typowy opisane zostały po raz pierwszy w 1981 roku przez Aleša Smetanę na łamach „The Canadian Entomologist”. Jako lokalizację typową wskazano okolice Laguna Espejo w Parku Narodowym de Puyehue w chilijskiej prowincji Osorno. Epitet gatunkowy nadano na cześć Allana C. Ashwortha, który odłowił holotyp.
Smetana zaliczył Valdiviodes do plemienia Quediini. Plemieniu temu obniżono potem rangę do podplemienia Quediina w obrębie plemienia Staphylinini. W 2010 roku Stylianos Chatzimanolis i współpracownicy na podstawie wyników molekularnych analiz filogenetycznych sklasyfikowali ów rodzaj jako incertae sedis w obrębie plemienia Staphylinini. W 2019 roku Adam James Brunke, Dagmara Żyła, Shuhei Yamamoto i Aleksiej Sołodownikow umieścili Valdiviodes wraz z Afroquedius w nowym podplemieniu Afroquediina w obrębie Staphylinini. Jeszcze w tym samym roku Żyła i Sołodownikow zaproponowali wyniesienie go do rangi osobnego plemienia Afroquediini, ale nie zostało to przyjęte przez późniejszych autorów.

## Morfologia
Chrząszcz o wydłużonym ciele długości od 11 do 12,6 mm. Wierzch ciała jest grubo i gęsto mikrorzeźbiony, czarny z ciemnomosiężnym lub miedzianym połyskiem metalicznym i rozjaśnionymi pokrywami.
Głowa jest nieco szersza niż dłuższa, płynnie przechodząca w szyję. Dwupłatowa warga górna ma długie i mocne szczecinki wierzchołkowe. Listewka infraorbitalna jest słabo wykształcona i stopniowo zanika przed tylną krawędzią oka. Czułki są smoliste, zwykle z jaśniejszymi dwoma pierwszymi członami; rozprostowane ku tyłowi sięgają do środka przedplecza. Głaszczki szczękowe są krótkie, ciemnobrązowe, o drobnym członie pierwszym, wydłużonym i zakrzywionym członie drugim oraz dłuższym i nieco węższym od trzeciego, wrzecionowatym członie czwartym. Warga dolna ma mocno poprzeczną bródkę, niedwupłatowy języczek, dobrze rozwinięte przyjęzyczki i krótkie głaszczki waegowe o członie ostatnim prawie spiczastym i znacznie dłuższym niż przedostatni.
Przedplecze jest prawie tak szerokie jak długie, z przodu nieco węższe niż z tyłu, pozbawione punktów dorsalnych, zaopatrzone w jedną parę punktów bocznych i dwie pary punktów sublateralnych. Przednie kąty przedplecza silnie wystają przed przednią krawędź przedpiersia. Hypomery są mniej więcej poziome, nienabrzmiałe.  Duża tarczka ma mikrorzeźbę w postaci podzielonych listewek ku tyłowi przechodzących w niemal izodiametryczną siateczkę. Pokrywy są krótsze od przedplecza. Tylna para skrzydeł jest uwsteczniona. Proepisternity mają kształt zaokrąglonych trójkątów. Śródpiersie dysponuje zaostrzonym wyrostkiem międzybiodrowym. Zapiersie jest między biodrami wyraźnie podzielone na dwa płaty. Smoliste odnóża mają kolczaste golenie i rozjaśnione, pięcioczłonowe stopy ze szczecinkami na powierzchni grzbietowej, zwieńczone krótkimi pazurkami.
Odwłok ma tergity pozbawione wcisków u nasady. U samca piąty sternit ma lekkie wklęśnięcie pośrodku tylnej krawędzi, a szósty ma tylną krawędź pośrodku szeroko, trójkątnie wykrojoną. Genitalia samca zawierają niewielki, przysadzisty edeagus z przewężonym pośrodku płatem środkowym, endofallus z długimi i na szczytach haczykowato zakrzywionymi apofizami oraz bardzo długie, sięgające niemal do szczytów apofiz, u wierzchołków rozszerzone i opatrzone licznymi szczecinkami paramery.

## Ekologia i występowanie
Owad neotropikalny, endemiczny dla Chile. Znajdowany jest na rzędnych od 200 do 800 m n.p.m. Występuje wyłącznie w waldiwijskich lasach deszczowych, brak go w siedliskach sąsiednich. Daje się wabić do ludzkich odchodów.